# حازم فارس
حازم فارس (1971 -) هو مؤلف وموزع موسيقي وعازف كمان عراقي.

## حياته ونشأته
حاصل على شهادة البكالوريوس في العلوم الموسيقية - كلية الفنون الجميلة - جامعة بغداد.
ولد حازم فارس في مدينة البصرة الفيحاء بالعراق سنة 1971 لعائلة فنية، وعند بلوغه سن الخامسة بدأ يتلقى أولى دروسه في العزف على آلتي الكمان والعود على يد استاذه وأخيه الأكبر هاشم خزعل مكي الذي كان يغني ويعزف على آلتي الكمان والعود، كان حازم يمتلك حينها صوتا جميلا يستطيع أن يؤدي من خلاله أشهر الأغاني العراقية والعربية حينذاك وخاصة أغاني الفنان سعدي البياتي والفنانتين أمل خضير وأم كلثوم، فبدأ يشارك في الاحتفلات والمناسبات التي تقام في البصرة. كان يحب درس الموسيقى كثيرا حينما كان طالبا في الصف الأول الابتدائي فكان يحفظ كل الاناشيد ويقوم بتحفيظ زملاءه الطلبة قبل حضور المعلم فلاحظ ذلك معلم الموسيقى واسند له تحفيظ الطلاب جميع الاناشيد المدرسية المقررة في المنهج، ثم بدأ وبصورة فطرية بوضع الالحان للنصوص والاشعار المدرسية فزاد اعجاب معلميه به فأصبح قائد فرقة الصف الأول للكورال المدرسي. في إحدى الاحتفالات الوطنية التي كانت تقيمها المدرسة فاجئ الجميع حينما اعتلى المسرح المدرسي وبيده آلة الكمان الصغيرة، وبعد أن حيّا الجميع هو وأعضاء فرقة صفّه الصغيرة استدار إليها وأعطاهم إشارة البدأ وعزف معهم لحن الانشودة التي كانت بعنوان (أحب مدرستي)، في تلك اللحظة خطرت لمعلمه فكرة تكوين فرقة موسيقية مصغرة تضم عدداً بسيطاً من الآلات الموسيقية يكون هو (أي حازم) من يتولى تدريبها وقيادتها.
حين بلغ السادسة من عمره اكتشف فيه أخيه موهبة التمثيل فأخذه إلى كبار فناني البصرة في المسرح والتلفزيون، فدخل عالم التمثيل حيث أُسندت إليه بطولة خمسة مسرحيات مهمة، كان يمثل ويغني في بعضها، ويمثل ويعزف في البعض الآخر. من أهم تلك المسرحيات هي (قمر وليل وسفينه)، (ابن الشهيد) كانت جميعها للمخرج الكبير حميد صابر، حيث قُدمت هذه المسرحيات في جميع محافظات العراق.
وقع مع شركة EMI للموسيقي العربية.

## أشهر أقواله في الموسيقى
عِندما تَدخُلُ الموسيقى إلى النَّفس تُصبحُ روحاً فلا تَموتُ ابداً، بلْ تنتقلُ بينَ اروقة الذاكرة فتُعيدُ منها ما يُريدُ القلبُ ان يُعيده، وما تتمنّى النَّفسُ ان تجدُه، فتنضجُ كما ينضجُ العقلُ والقلبُ والروحُ معا ليشكّلوا مع الموسيقى لغة الحب.
الموسيقى هي روحُ الحياة، لغةُ الحبِّ والإحساسْ.. لغةٌ لا يُمكنُ لأحدٍ أن يَفهمها ويُحسُّ بها الاّ إذا كانَ لديهِ فيضٌ من الحبِّ والإحساس.
شارك في مسابقات ومهرجانات عديدة على مستوى العراق مثّل فيها مدينته التي أحبها حباً شديداً وعشق نخيلها وارتوى من مياهها العذبة، فحصد جوائز عديدة في المركز الأول، ومهرجانات دولية مثّل فيها بلده العراق الذي كان في قلبه وروحه وعقله اينما ذهب.

## أهم المهرجانات
- مسابقة العزف المنفرد (آلة الكمان) – العراق - بغداد 1984، المسرح الوطني، حصل فيه على الجائزة الأولى، حيث كانت لجنة التحكيم برئاسة الفنان الكبير منير بشير وعضوية الفنان الكبير روحي الخماش وغيره من كبار الفنانين العراقيين.
- مسابقة الأغنية الكردية (آلة الكمان) – دهوك 1985، مسرح شباب دهوك، حصل فيه على الجائزة الأولى، حيث كانت لجنة التحكيم تضم عددا من كبار الفنانين الأكراد من محافظة دهوك .
- مسابقة الربيع الأول (آلة الكمان) – العراق – نينوى 1992، مسرح جامعة الموصل، حصل فيه على الجائزة الأولى، حيث كانت لجنة التحكيم تضم عددا من كبار فناني محافظة نينوى .
- مهرجان بابل الدولي – العراق – المسرح البابلي للسنوات (1994، 1995، 1997، 1999).
- مهرجان الأغنية الشبابية الأول – العراق – بغداد 2000، مسرح الرشيد.
- مهرجان الفحيص – الأردن – الفحيص 2000.
- مهرجان دبي للتسوق – الإمارات العربية المتحدة – دبي 2002.
- مهرجان شناص – سلطنة عمان – ولاية شناص 2004.
- مهرجان الدوحة السابع والتاسع – دولة قطر – الدوحة 2005، 2007.
- حاصل على وسام سمو الأميرة وجدان علي المعظمة – الأردن – عمان 2003.
- مهرجان شناص - ولاية شناص - سلطنة عمان 2004 .
- مهرجان الدوحة السابع والتاسع - الدوحة - دولة قطر 2005 , 2007 .
- مهرجان لا باليت دي موند التاسع - لابوربول - فرنسا 2012 .
- مهرجان فرقة طيور دجلة الثاني - ستوكهولم - السويد 2012 .
- مهرجان المالوف الدولي السابع - قسنطينة - الجزائر 2013 .
- مهرجان الوان العالم - البالاتا دي زوريتا- إسبانيا 2013 .
- مهرجان لا باليت دي موند العاشر - لابوربول - فرنسا 2013 .
- مهرجان معاً يُمكننا منع التطرّف والعنف - مالمو - السويد 2016 .

## الألبوم الموسيقي ألف ليلة وليلة للكمان
كان يحلم وهو بعيدا عن وطنه بصور وقصص واقعية تبلورت على شكل مؤلفات موسيقية متنوعة قدمها في ألبوم موسيقي بعنوان (ألف ليلة وليلة للكمان)، سجله في إسطنبول بتركيا مع فرقة الفنان التركي المشهور إبراهيم تاتليسس. يشمل الالبوم 13 محطة موسيقية ذات عناوين شيّقة لقصص عاشها وأثّرت به تأثيراً كبيراً. استعرض فيها جانباً كبيراً ومختلفاً من الآلات الموسيقية الشرقية والغربية التي امتزجت لتمثّل لوحة فنية جميلة ذات طابع حديث غني بالالحان الشرقية المتنوعة مقامياً وايقاعياً ولحنياً فرسمت كل آلة فيه شخصية مختلفة عن غيرها لتحقق الشخصية المرسومة في القصة بمرافقة باقي الآلات الموسيقية التي وُضعت بشكلٍ دقيق وعلمي لتتناسب وشكل القصة المطلوب.

## المقطوعات الموسيقية التي تضمنها الألبوم
1. نانا :
كلُّ قصيدةٍ لا تَحوي حُروفُ اسمكِ ليسَ لها مَعنى، وكلُّ لحنٍ لا يمرُّ عَبْرَ قلبكِ.. ولا يَقْتبِسُ ضَوءهُ مِن عُيونكِ منسي ٌ، ، أنتِ يا مَنْ أغلقتي بابِ القلبِ على كلَّ الألحان والقصائد.. أُحِبُّكِ.
2. نَسماتُ اللّيلْ :
حينَ أدْرَكَ اللّيلُ بأنَّ الأرقَ يُحيطُني، عَطفَتْ عليَّ نجماتُهُ، وراحَ القمرُ يَنسُجُ ضوءَ عُيوني برذاذٍ.. أَشمُّهُ نَسَماتٌ ذَكّرتْني بعطرِكِ.
3. أُمْنياتْ :
سأجمعُ كلَّ أوتاري وسآتيكِ.. أُراقِصُكِ ظلاًّ.. مُنْتَشياً.. لأنَّكِ حقيقة شكَّلَتْها روحي …. لَيْتَكِ كُنتِ …
4. خَشّأبَه :
هذا اللّحنُ الذي يَنْزفُ رقْصاً.. صَفاءُهُ يَرْتَعِشُ مِنْ فضاء البصرة.. وَنَغَماتُهُ مُوَيْجاتُ شطِّ العَرَب.
5. وطن :
كأنَّكَ والحُزْنُ مَنْحوتَتانِ في لَوْحَةٍ واحدَةٍ.. كأنَّكَ ذاكِرَتَنا التي أرْهَقَتْها ضَرَباتُ الأيّام.. فكيْفَ نُغادِرُكَ مِنْكَ إليْكَ يا وَطَنْ ؟
6. ابتسامه :
سَتُراقِصُكِ النَّسَماتُ لأنَّكِ أجْملُ الابتسامات.. تَعالي، فَبدونَكِ لا يَكْتَمِلُ الفَرَح.
7. أَلَمْ وأمَلْ :
تُلَوِّحُ ليْ بكَفِّكَ مِنْ بَعيد … كأنَّكَ تُعانِقُ رُوحي.. تَغْسلُها بِمَطَرِكَ الذي يُذيبُ تِلالَ الأَلَمْ.
8. سنين العُمُرْ :
لَوْ أنَّ عُكّازَكَ سَرَدَ كلَّ الحَكايا، لَظلَّتْ أناملي تَعْزِفُ لَحْناً لا يَنْتَهي … لأنَّكَ تَقِفُ بينَ عَينيَّ.. شامِخاً تُعَلِّمُني حُروفَ الهِجاء … ثلاثة.. أ.. ب.. ي … أَبي، عُذْراً.
9. البَصْرَة :
لِمَ الضَّمأْ ؟ وأنتِ تأريخُ هذا النة ر.. لَكِ وَحْدَكِ تَشْمَخُ الرُّؤوس.. فَمَنْ أبقاكِ جِذْعاً خاوياً ؟ وصرتي حَطَباً بعدَ أَنْ كُنتي مَنارةً للرَّطَبْ …..
10. غَريبْ :
أيُّ الدُّروبِ سَيَخْتَزِلُ خَطَواتي.. والعُمْرُ تَرْسُمُهُ أوراقُ الخَريفْ.. أنْفاسيَ الثَّقلى تَستَعيرُها غُربَتي منّي.. فَمَنْ يُعيرُني رئتيهِ كي أَصِل ؟
11. أُمّي :
تَحْمِلينا بَيْنَ أَضْلاعكِ نَحنُ أبناءُكِ الذينَ أَرْهَقَهُمُ الفُراق.. كأنَّكِ تُهيلينَ التُّرابَ عِطراً ودِفْئاً.. ورذاذاً يَغْسِلُ ذُنوبنا.. فكيفَ نُعوِّضُكِ وأنتِ مُخْتَصَرُ هذا الكون ؟
12. أور :
مَنْ سَلَبَكِ هذا البهاء ؟ مَنْ بَعْثَرَ تاريخُكِ في العاصِفة ؟ حُزْني أنَّكِ أصْبَحتي بَعيدةٌ.. حتّى عن الذّاكرة..
13. العُيون السّود :
ناظم الغزالي.. كَيفَ تَرَكْتَ عُيونَها بانتظاركَ كلَّ هذهِ السّنين.. وأوْرَثْتَها لَحْناً.. تُغنّيهِ حتّى وهيَ صامِتة ؟
له كتابات وبحوث في علم الموسيقى وموسيقى تراث الشعوب والقصة القصيرة، أهمها البحث الذي قدّمه لمجلس كلية الفنون الجميلة في جامعة بغداد سنة 1996 بعنوان (أغاني صيادو السمك في البصرة) والذي حصل فيه على شهادة البكالوريوس في العلوم الموسيقية، وقصص بعنوان (البطل)، (الشيخ العجوز)، وسلسلة قصص قصيرة بعنوان (كان ياما كان).
لحن ووزع للعديد من الفنانين والفنانات العرب منهم : (ماجد المهندس، صفاء فارس، هيثم يوسف، سيناء، صلاح حسن، خالد الزواهرة، بشار السرحان، فهد الأمير، ديانا حداد، هدى حداد، عادل خميس)، وغيرهم من المطربين والمطربات، ودرّس اصول الغناء والصولفيج وكيفية التعامل مع المسرح والفرقة الموسيقية لمشتركي برنامج نجوم الخليج للسنوات : (2009، 2008، 2007، 2006) في برنامج البيت الخليجي والذي كان يبث على الهواء مباشرة على شاشة نجوم 2 بدبي - الإمارات العربية المتحدة.

## مؤهلاته العلمية
- حاصل على شهادة البكالوريوس في العلوم الموسيقية - كلية الفنون الجميلة - جامعة بغداد للعام الدراسي 1996 – 1997.
- عازف منفرد (صولو) على آلتي الكمان والعود.
- قيادة الفرق الموسيقية.
- تدريس الغناء الأنفرادي والجماعي.
- تدريس نظريات الموسيقى العربية والغربية.
- تدريس علم الآلات الموسيقية.
- تدريس العزف على الكمان والعود.
- تدريس النقد والتحليل الغنائي والموسيقي.
- تدريس أصول البحث في الموسيقى وتراث الشعوب.

## مؤلفاته
الّف الموسيقى التصويرية للعديد من المسلسلات والمسرحيات العراقية والعربية، أهمها :
- المسلسل العراقي رجل فوق الشبهات للمخرج جلال كامل.
- المسلسل العراقي القضية 238 للمخرج جلال كامل.
- مسرحية أحلام فتاة في العشرين، قدمتها فرقة مسرح كلية الفنون الجميلة - قسم التربية الفنية في جامعة بغداد سنة 1992 للمخرج مجيد حميد.
- مسرحية شكسبير، قدمتها فرقة مسرح كلية الفنون الجميلة - قسم التربية الفنية في جامعة بغداد سنة 1993 للمخرجة عشتار بغدادي.
- مسرحية عُطيل، قدمتها فرقة مسرح كلية الفنون الجميلة - قسم التربية الفنية في جامعة بغداد سنة 1995 للمخرجة أميرة فاضل.
- مسرحية عيالنا بخير، قدمتها فرقة مسرح العائلة التابعة للمجلس الأعلى لشؤون الاسرة في الشارقة بدولة الإمارات العربية المتحدة سنة 2011 للمخرجة الأستاذة خالده مجيد.